# 老运动员
老运动员，自嘲的政治暱稱，指在1949-1979年間歷經綿綿不斷政治運動（「老是被运动的人员」），尤指在幾次運動（尤其文革）都受波及、捱整的人。老运动员在回憶當年，通常會說到被浪費光陰與迷茫，例如同濟大學排水工程教授邓培德指「年轻时政治运动不断，浪费了很多宝贵时间，很多年华是虚度的。因为头上有着两只帽子：资产阶级孝子贤孙与走白专道路，因此成为老运动员，生活在抑压与迷茫之中。」
老运动员一詞在1980年代淡出。全国政协委员汪东林在1997年寫「现而今30岁以下的人，恐怕对‘老运动员’这个绰号（或称外号）毫无所知」。

## 來源
1. 1 2  贺敬之,李向东. . 《书摘》. 2005, (11).
2. ↑  邓培德. . 《给水排水动态》. 2006, (6). 全文免費轉載於. 微信公眾號给水排水. 2018-08-03  [2020-08-30]. （原始内容存档于2020-08-30）.
3. ↑  汪东林. . 《北京观察》. 1997, (2). 作者是北京市全国政协委员.